# Paweł Danowski
Paweł Danowski (ur. 29 czerwca 1898 w Budnem, zm. 14 października 1960  w Białymstoku) – polski nauczyciel, działacz chłopski, polityk, poseł na Sejm w II RP.

## Życiorys
Ukończył 6 klas gimnazjum.
Podczas I wojny światowej (w latach 1915–1918) pracował jako nauczyciel w Goniądzu. Od 1916 roku był członkiem komisji szacunkowej przy RGO. Od stycznia 1919 roku do września 1920 roku służył w wojsku jako pisarz kancelarii 1. pułku artylerii ciężkiej w Warszawie. Od 1921 roku pracował na roli, a od 1934 roku był wójtem gminy Ruda i prezesem oddziału Związku Rezerwistów w Przychodach.
W 1935 roku został wybrany 37 411 głosami z listy państwowej w okręgu nr 40 obejmującego powiaty: białostocki miejski, białostocki i szczuczyński. W kadencji tej należał do Parlamentarnej Grupy Białostockiej (w której był zastępcą sekretarza). Pracował w komisji oświatowej (od sesji 1936/37). W marcu 1936 roku został wybrany do specjalnej komisji budowlanej.
Po II wojnie światowej pracował od 1950 roku w służbie melioracyjnej, m.in. jako kierownik sekcji finansowo-księgowej Rejonowego Kierownictwa Robót Wodno-Melioracyjnych w Grajewie. Bezpartyjny

## Odznaczenia
- Srebrny Krzyż Zasługi (1956)[1].

## Życie prywatne
Był synem Józefa i Pauliny; żona – Helena.